# Идиотвилл
Идиотвилл (англ. Idiotville) — посёлок, некогда существовавший в штате Орегон, США.

## География
Расположен в округе Тилламук, в 50 милях от Портленда штата Орегон. Находится близ автотрассы Oregon Route 6; в месте впадения ручья с аналогичным названием (Idiot Creek) в реку Wilson River и рядом с государственным заповедником Tillamook State Forest.

## История
Идиотвилл является городом-призраком. В 1970-х годах большая часть его жителей работали на лесозаготовках в лагере рабочих с названием «лагерь Райана» (Ryan’s Camp). Это место было расположено так далеко, что жители соседних поселений говорили: «Только идиот будет там работать». Так название Идиотвилл закрепилось, и в 1977 году оно было официально добавлено Советом США по географическим названиям в список географических названий США.
В специальном издании название города отмечено в числе необычных названий в США.